# North Battleford
North Battleford – miasto w Kanadzie, w prowincji Saskatchewan. W 2006 r. miasto to na powierzchni 33,55 km² zamieszkiwało 13 190 osób.